# Per-Ulrik Johansson
Per-Ulrik Johansson (født 6. december 1966 i Uppsala, Sverige) er en svensk golfspiller, der pr. juli 2008 står noteret for 6 sejre gennem sin professionelle karriere. Hans bedste resultat i en Major-turnering er en 8. plads, som han opnåede ved US PGA Championship i 1996.
Johansson har 2 gange, i 1995 og 1997, repræsenteret det europæiske hold ved Ryder Cup, begge gange med sejr.